# Шварце-Лабер
Шварце-Лабер (нем. Schwarze Laber) — река в Германии, левый приток Дуная. Речной индекс 1398.
Образуется в окрестностях Пильзаха (район Ноймаркт-ин-дер-Оберпфальц, Бавария). Впадает в Дунай в окрестностях Зинцинга.
Длина реки 77,68 км, площадь бассейна 468,35 км². Высота истока 511 м. Высота устья 333 м.